# Christopher Newman (Tontechniker)
Christopher „Chris“ Newman (* 17. Februar 1940 in New York City, New York; † 3. Februar 2025) war ein US-amerikanischer Tontechniker und dreifacher Oscarpreisträger.

## Leben
Newman hatte 1968 bei zwei Folgen von Fernsehserien debütiert. 1969 war er erstmals für den Ton bei einem Spielfilm verantwortlich. In den folgenden 40 Jahren war er an rund 80 Filmen beteiligt, wobei er mehrfach mit Miloš Forman und mit Jonathan Demme zusammenarbeitete. Nachdem er 1979 an Formans Filmversion des Musicals Hair mitgewirkt hatte, wirkte er in den nächsten Jahren mehrfach als Tonmeister oder Tonmischer an Musical-Verfilmungen mit.
1974 wurde Newman zusammen mit Robert Knudson für den Film Der Exorzist mit dem Oscar für den besten Ton ausgezeichnet. 1985 erhielt er den Preis erneut, diesmal zusammen mit Mark Berger, Thomas Scott und Todd Boekelheide für die Arbeit an Amadeus. Seinen dritten Oscar erhielt Newman 1997 zusammen mit Walter Murch, Mark Berger und David Parker für Der englische Patient. Darüber hinaus erhielt Newman mit fünf weiteren Filmen Nominierungen für den Oscar: 1972 für French Connection – Brennpunkt Brooklyn, 1973 für Der Pate, 1981 für Fame – Der Weg zum Ruhm, 1986 für A Chorus Line und 1992 für Das Schweigen der Lämmer.
Christopher Newman unterrichtete an der School of Visual Arts in New York.

## Filmografie (Auswahl)
- 1970: Der Hausbesitzer (The Landlord)
- 1971: French Connection – Brennpunkt Brooklyn (The French Connection)
- 1972: Der Pate (The Godfather)
- 1973: Der Exorzist (The Exorcist)
- 1974: Stoppt die Todesfahrt der U-Bahn 123 (The Taking of Pelham One Two Three)
- 1978: Dreckige Hunde (Who’ll Stop the Rain)
- 1979: Hair
- 1979: Hinter dem Rampenlicht (All That Jazz)
- 1980: Fame – Der Weg zum Ruhm (Fame)
- 1981: Ragtime
- 1982: Garp und wie er die Welt sah (The World According to Garp)
- 1984: Amadeus
- 1985: A Chorus Line
- 1987: Wall Street
- 1988: Die unerträgliche Leichtigkeit des Seins (The Unbearable Lightness of Being)
- 1991: Das Schweigen der Lämmer (The Silence of the Lambs)
- 1993: Philadelphia
- 1996: Larry Flynt – Die nackte Wahrheit (The People vs. Larry Flynt)
- 1996: Der englische Patient (The English Patient)
- 1999: Der Mondmann (Man on the Moon)
- 2004: Der Manchurian Kandidat (The Manchurian Candidate)
- 2008: Love Vegas (What Happens in Vegas)

## Auszeichnungen (Auswahl)

### Oscar
- 1972: Oscar-Nominierung in der Kategorie Bester Ton für French Connection – Brennpunkt Brooklyn
- 1973: Oscar-Nominierung in der Kategorie Bester Ton für Der Pate
- 1974: Oscar in der Kategorie Bester Ton für Der Exorzist
- 1981: Oscar-Nominierung in der Kategorie Bester Ton für Fame – Der Weg zum Ruhm
- 1985: Oscar in der Kategorie Bester Ton für Amadeus
- 1986: Oscar-Nominierung in der Kategorie Bester Ton für A Chorus Line
- 1992: Oscar-Nominierung in der Kategorie Bester Ton für Das Schweigen der Lämmer
- 1997: Oscar in der Kategorie Bester Ton für Der englische Patient

### BAFTA Film Award
- 1973: BAFTA-Film-Award-Nominierung in der Kategorie Bester Ton für The French Connection
- 1975: BAFTA-Film-Award-Nominierung in der Kategorie Bester Ton für Der Exorzist
- 1981: BAFTA Film Award in der Kategorie Bester Ton für Fame – Der Weg zum Ruhm
- 1981: BAFTA-Film-Award-Nominierung in der Kategorie Bester Ton für Hinter dem Rampenlicht
- 1986: BAFTA Film Award in der Kategorie Bester Ton für Amadeus
- 1986: BAFTA-Film-Award-Nominierung in der Kategorie Bester Ton für A Chorus Line
- 1992: BAFTA-Film-Award-Nominierung in der Kategorie Bester Ton für Das Schweigen der Lämmer
- 1997: BAFTA-Film-Award-Nominierung in der Kategorie Bester Ton für Der englische Patient